# Thomas Ian Griffith
Thomas Ian Griffith (Hartford, Connecticut, 1962. március 18. –) egy amerikai színész, producer és forgatókönyvíró.
Legismertebb szerepe Terry Silver a Karate kölyök 3. (1989) című filmből és a Cobra Kai (2021-2022) című websorozatból.

## Pályafutása
A Metropolitan Operában operaéneket tanult Delia Rigalnál. A Massachusetts állambeli Worcesterben, a Szent Kereszt Kollégiumában (College of the Holy Cross) tanult angol irodalmat és zenét. Továbbra is dolgozott a Broadway-n és a regionális színházakban, amíg Los Angelesbe költözött. 
Legelső szerepét 1984-ben kapta meg, amikor felvették Catlin Ewing szerepére a Another World című sorozatban. A sorozat forgatásákor ismerte meg későbbi feleségét, Mary Page Kellert. Első komolyabb szerepét 1989-ben kapta a Karate kölyök 3. képében, ő játszotta Terry Silvert, a film főantagonistáját, aki a Cobra Kai társalapítója, és a másik főgonosz, John Kreese legjobb barátja.
Ezekután a 90-es évek-ben mindenféle alacsony költségvetésű moziba szánt filmekben és tévéfilmekben szerepelt, mint például a Halálos erő, a Könnyen védd a halált! és az Ulterior Motives című filmekben. 1996-ben Tia Carrere-vel szerepelt a Mélypont című akciófilmben. 1998-ban szerepelt a John Carpenter által rendezett Vámpírok-ban, mint a film fővámpírja, Jan Valek. Ezek mellett Griffith megalkotta Carpenterrel az Asylum című képregénysorozatot, ami 1995 decemberétől egészen 1997 januárjáig futott.
1999-ben szerepelt még a Szívből jövő ajándék című western filmdrámában, egyik utolsó filmszerepét visszavonulása előtt 2002-ben kapta az XXX című akciófilmben, amikor ő játszotta McGrath NSA-ügynököt. Ezek után 2007-ben visszavonult a színészettől.
2007 után Griffith csak forgatókönyvírással foglalkozott. Többek között ő írta a Grimm című bünügyisorozat néhány részét, és a Dolly Parton: A szív húrjai című sorozat hatodik epizódját feleségével közösen írta, valamint ő írta még a Virgin River egyik epizódját is.
2021-ben visszatért a visszavonulásából a Cobra Kai című websorozatban, ahol is ő alakította ismét Terry Silvert a sorozat negyedik és ötödik évadjában.

## Magánélete
Van két lánytestvére, Colleen és Mary Beth, valamint van egy felesége, Mary Page, akivel még az Another World forgatásakor ismert meg és 1991-ben házasodtak össze, illetve van közösen két gyermekük.

## Filmográfia

### Film
| Év   | Magyar cím                      | Eredeti cím                    | Szerep                  | Magyar hang                     |
| ---- | ------------------------------- | ------------------------------ | ----------------------- | ------------------------------- |
| 1989 | Karate kölyök 3.                | The Karate Kid Part III        | Terry Silver szenszei   | Csík Csaba Krisztián            |
| 1992 |                                 | Ulterior Motives               | Jack Playlock           |                                 |
| 1993 | Halálos erő                     | Excessive Force                | Terry McCain nyomozó    | Rátóti Zoltán                   |
| 1994 | Könnyen védd a halált!          | Crackerjack                    | Jack Wild               | Forgács Péter                   |
| 1994 | Tűréshatáron túl                | Blood of the Innocent          | Frank Wusharsky nyomozó | Jakab Csaba                     |
| 1996 | Mélypont                        | Hollow Point                   | Max Parrish             | Szabó Sipos Barnabás            |
| 1997 | A frontvonal mögött             | Behind Enemy Lines             | Mike Weston CIA-ügynök  | Hegedűs D. Géza                 |
| 1997 | Kull, a hódító                  | Kull the Conqueror             | Taligaro tábornok       |                                 |
| 1998 | Vámpírok                        | John Carpenter's Vampires      | Jan Valek               | Dózsa Zoltán                    |
| 1999 | Lavina                          | Avalanche                      | Neal Mekkin             | Forgács Péter (1. szinkron)     |
| 1999 | Lavina                          | Avalanche                      | Neal Mekkin             | Gáspár András (2. szinkron)     |
| 2000 |                                 | For the Cause                  | Evans                   |                                 |
| 2002 | Sötét kiút                      | Black Point                    | Gus Travis              |                                 |
| 2002 | XXX                             | XXX                            | Jim McGrath NSA-ügynök  |                                 |
| 2003 | Időzsaru 2. - Verseny az idővel | Timecop 2: The Berlin Decision | Brandon Miller          | Széles László (1. szinkron)     |
| 2003 | Időzsaru 2. - Verseny az idővel | Timecop 2: The Berlin Decision | Brandon Miller          | Haás Vander Péter (2. szinkron) |
| 2005 |                                 | Seawolf: The Pirate's Curse    | Jeffrey Thorpe kapitány |                                 |

### Televízió
| Év        | Magyar cím                  | Eredeti cím                                                 | Szerep                       | Megjegyzések                                           |
| --------- | --------------------------- | ----------------------------------------------------------- | ---------------------------- | ------------------------------------------------------ |
| 1984-1987 |                             | Another World                                               | Catlin Ewing                 |                                                        |
| 1985      | Miami Vice                  | Miami Vice                                                  | srác a pocsolyában           |                                                        |
| 1988      |                             | In the Heat of the Night                                    | Luke Potter                  | 2 epizód                                               |
| 1989      |                             | Wiseguy                                                     | Roger Tot                    |                                                        |
| 1990      |                             | Rock Hudson                                                 | Rock Hudson                  | tévéfilm                                               |
| 1997      |                             | The Guardian                                                | Ray Angelotti / The Guardian | tévéfilm                                               |
| 1999      | A hölgy, aki sokat tudott   | The Unexpected Mrs. Pollifax                                | Jack Farrell                 | tévéfilm, magyar hangja: Szervét Tibor                 |
| 1999      | Szívből jött ajándék        | The Secret of Giving                                        | Harry Withers                | tévéfilm                                               |
| 2000      |                             | A Vision of Murder: The Story of Donielle                   | Doug Brister                 | tévéfilm                                               |
| 2002      |                             | Beyond the Prairie: The True Story of Laura Ingallis Wilder | Cornelius Loudermilk         | tévéfilm                                               |
| 2004      | Tuti gimi                   | One Tree Hill                                               | Larry Sawyer                 | 5 epizód                                               |
| 2005      | A főnök                     | The Closer                                                  | Thomas Yates ügyészhelyettes | 1 epizód, magyar hangja: Lux Ádám                      |
| 2006      | Döglött akták               | Cold Case                                                   | Mitch                        | 1 epizód                                               |
| 2007      |                             | The Kidnapping                                              | Cash                         | tévéfilm                                               |
| 2013-2017 | Grimm                       | Grimm                                                       | -                            | forgatókönyvíró (8 epizód), társproducer               |
| 2019      | Dolly Parton: A szív húrjai | Dolly Parton's Heartstrings                                 | -                            | forgatókönyvíró (1 epizód)                             |
| 2021-2024 | Cobra Kai                   | Cobra Kai                                                   | Terry Silver szenszei        | főszereplő (4-6. évad), magyar hangja: Hirtling István |
| 2023      | Virgin River                | Virgin River                                                | -                            | forgatókönyvíró (1 epizód)                             |

### Videójátékok
| Év   | Cím                       | Szerep                | Megjegyzések |
| ---- | ------------------------- | --------------------- | ------------ |
| 2022 | Cobra Kai 2: Dojos Rising | Terry Silver szenszei | hang         |